# Чиамботта
Чиамботта или джамботта (итал. ciambotta, giambotta) — летнее овощное рагу южно-итальянской кухни. В разных регионах Южной Италии название блюда несколько различается: оно известно, как ciambotta или ciambrotta в Калабрии, ciammotta в Базиликате, cianfotta или ciambotta в Кампании и Лацио, и ciabotta в Абруццо.
Чиамботта популярна на юге Италии, на землях южнее Неаполя. Существует много индивидуальных и региональных вариаций чамботты, но все они содержат летние овощи, такие, как баклажаны, кабачки, сладкий перец, картофель, лук, чеснок и помидоры. В чиамботту часто добавляется базилик, а заправляется она оливковым маслом. Чиамботту чаще всего подают в качестве основного блюда или же в качестве гарнира к жареному мясу, сосискам или рыбе. Иногда дополнением к чиамботте служат паста, полента или рис.
Чиамботта относится к категории сытных итальянских блюд, известной как minestre, которые варьируются от густого супа до мясного рагу (см. также минестроне). Его часто сравнивают с французским рататуем; оба являются частью более широкого семейства овощных рагу в западном Средиземноморье.